# Alistair Carns
Alistair Scott Carns, né le 27 mars 1980 à Aberdeen, est un homme politique britannique, membre du Parti travailliste (Labour) et ancien officier des Royal Marines.
Il est député de Birmingham Selly Oak depuis 2024.

## Biographie
Alistair Carns est né et grandit à Aberdeen, en Écosse.
Il rejoint les Royal Marines et est nommé officier le 4 septembre 2002 et membre de l'effectif formé le 29 septembre 2003. Il est promu major le 1er octobre 2010, lieutenant-colonel le 30 juin 2016, et colonel le 26 juillet 2021. Il quitte les Royal Marines après 24 ans de service en mai 2024 pour se présenter aux élections à la Chambre des communes,.
Carns est mentionné dans des dépêches "en reconnaissance de ses services vaillants et distingués en Afghanistan au cours de la période du 1er octobre 2006 au 31 mars 2007". En septembre 2011, il reçoit la Croix militaire (MC) « en reconnaissance de ses services vaillants et distingués en Afghanistan au cours de la période du 1er octobre 2010 au 31 mars 2011 ». Lors des honneurs de l'anniversaire de la reine 2022, il est nommé Officier de l'Ordre de l'Empire britannique (OBE).
Aux élections générales de 2024, il est élu député de Birmingham Selly Oak avec 17 371 voix (45,2 %) et une majorité de 11 537 voix. Le 9 juillet 2024, il est nommé sous-secrétaire d'État parlementaire (ministre des Anciens Combattants) au ministère de la Défense dans le gouvernement Starmer.